# L'Homme et la Couleuvre
L'Homme et la Couleuvre est la première fable du livre X de Jean de La Fontaine situé dans le second recueil des Fables de La Fontaine, édité pour la première fois en 1678.

## Texte de la fable
UN homme vit une Couleuvre.

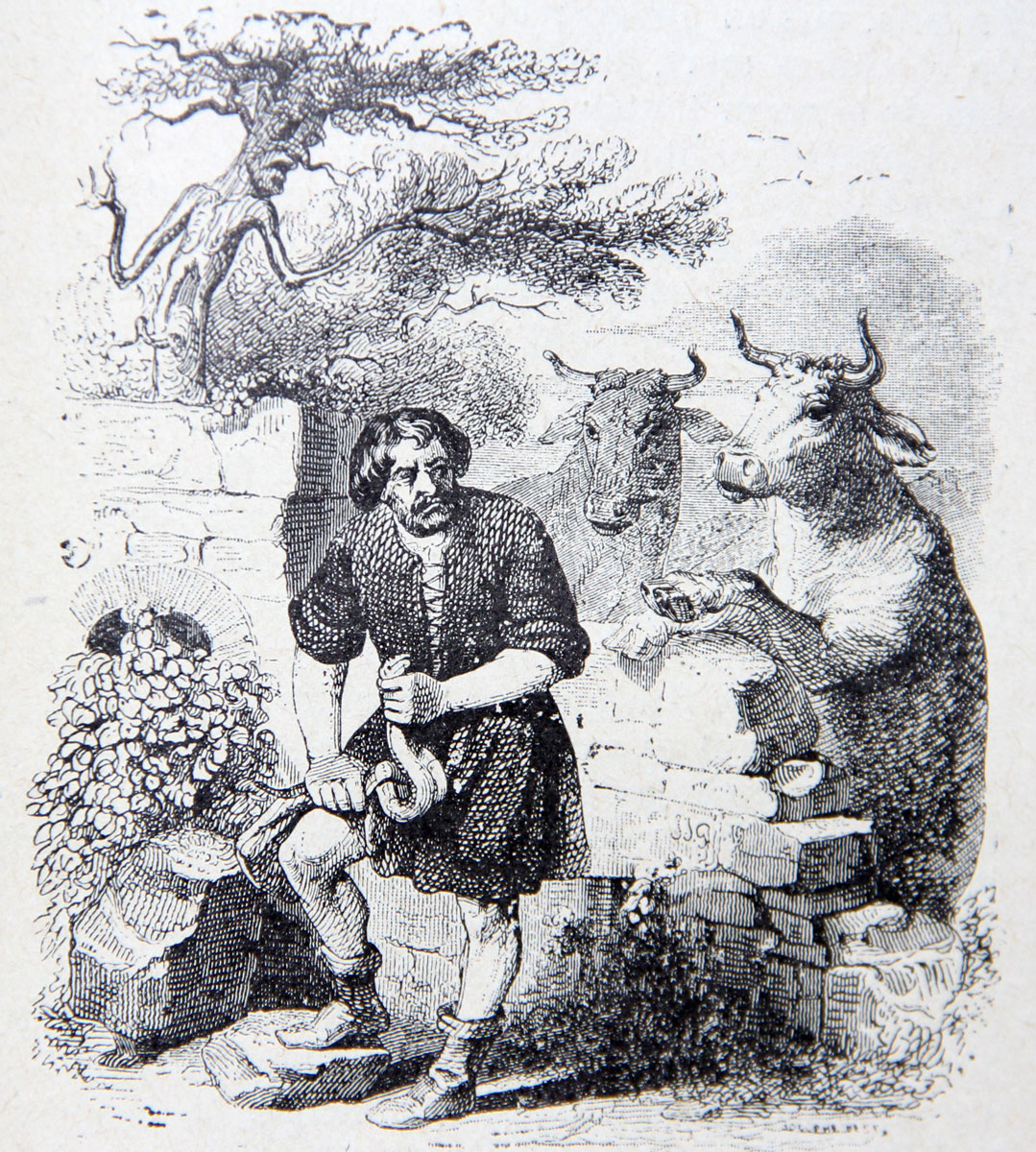
Dessin de Grandville

Ah ! méchante, dit-il, je m’en vais faire une œuvre

Agréable à tout l’univers.

À ces mots l’animal pervers

(C’est le serpent que je veux dire,

Et non l’homme, on pourrait aisément s’y tromper.)

À ces mots le serpent se laissant attraper

Est pris, mis en un sac, et, ce qui fut le pire,

On résolut sa mort, fût-il coupable ou non.

Afin de le payer toutefois de raison,

L’autre lui fit cette harangue

Symbole des ingrats, être bon aux méchants,

C’est être sot, meurs donc : ta colère et tes dents

Ne me nuiront jamais. Le Serpent en sa langue,

Reprit du mieux qu’il put : S’il fallait condamner

Tous les ingrats qui sont au monde,

À qui pourrait-on pardonner ?

Toi-même tu te fais ton procès. Je me fonde

Sur tes propres leçons ; jette les yeux sur toi.

Mes jours sont en tes mains, tranche-les : ta justice

C’est ton utilité, ton plaisir, ton caprice ;

Selon ces lois, condamne-moi :

Mais trouve bon qu’avec franchise

En mourant au moins je te dise,

Que le symbole des ingrats

Ce n’est point le serpent, c’est l’homme. Ces paroles

Firent arrêter l’autre ; il recula d’un pas.

Enfin il repartit. Tes raisons sont frivoles :

Je pourrais décider ; car ce droit m’appartient :

Mais rapportons-nousen. Soit fait, dit le reptile.

Une vache était là, l’on l’appelle, elle vient,

Le cas est proposé ; c’était chose facile :

Fallait-il pour cela, dit-elle, m’appeler ?

La Couleuvre a raison : pourquoi dissimuler ?

Je nourris celui-ci depuis longues années ;

Il n’a sans mes bienfaits passé nulles journées ;

Tout n’est que pour lui seul ; mon lait et mes enfants,

Le font à la maison revenir les mains pleines ;

Même j’ay rétabli sa santé que les ans

Avaient altérée, et mes peines

Ont pour but son plaisir ainsi que son besoin.

Enfin me voila vieille ; il me laisse en un coin

Sans herbe ; s’il voulait encor me laisser paître !

Mais je suis attachée ; et si j’eusse eu pour maître

Un serpent, eût-il su jamais pousser si loin

L’ingratitude ? Adieu. J’ai dit ce que je pense.

L’homme tout étonné d’une telle sentence

Dit au serpent : Faut-il croire ce qu’elle dit ?

C’est une radoteuse, elle a perdu l’esprit.

Croyons ce Bœuf. Croyons, dit la rampante bête.

Ainsi dit, ainsi fait. Le Bœuf vient à pas lents.

Quand il eut ruminé tout le cas en sa tête,

Il dit que du labeur des ans

Pour nous seuls il portait les soins les plus pesants,

Parcourant sans cesser ce long cercle de peines

Qui revenant sur soi ramenait dans nos plaines

Ce que Cérès nous donne, et vend aux animaux.

Que cette suite de travaux

Pour récompense avait de tous tant que nous sommes,

Force coups, peu de gré ; puis quand il était vieux,

On croyait l’honorer chaque fois que les hommes

Achetaient de son sang l’indulgence des Dieux.

Ainsi parla le Bœuf. L’homme dit : Faisons taire

Cet ennuyeux déclamateur.

Il cherche de grands mots, et vient ici se faire,

Au lieu d’arbitre, accusateur.

Je le récuse aussi. L’arbre étant pris pour juge,

Ce fut bien pis encor. Il servait de refuge

Contre le chaud, la pluie, et la fureur des vents :

Pour nous seuls il ornait les jardins et les champs.

L’ombrage n’était pas le seul bien qu’il sût faire ;

Il courbait sous les fruits ; cependant pour salaire

Un rustre l’abattait, c’était là son loyer ;

Quoique pendant tout l’an libéral il nous donne

Ou des fleurs au Printemps ; ou du fruit en Automne ;

L’ombre, l’été ; l’hiver, les plaisirs du foyer.

Que ne l’émondait-on sans prendre la cognée ?

De son tempérament il eût encor vécu.

L’Homme trouvant mauvais que l’on l’eût convaincu,

Voulut à toute force avoir cause gagnée.

Je suis bien bon, dit-il, d’écouter ces gens-là.

Du sac et du serpent aussitôt il donna

Contre les murs, tant qu’il tua la bête.

On en use ainsi chez les grands.

La raison les offense : ils se mettent en tête

Que tout est né pour eux, quadrupèdes, et gens,

Et serpents.

Si quelqu’un desserre les dents,

C’est un sot. J’en conviens. Mais que faut-il donc faire ?

Parler de loin ; ou bien se taire.
— Jean de La Fontaine, Fables de La Fontaine, L'Homme et la Couleuvre, texte établi par Jean-Pierre Collinet, Fables, contes et nouvelles, Gallimard, « Bibliothèque de la Pléiade », 1991, p. 393